# 컵 누들 박물관 요코하마

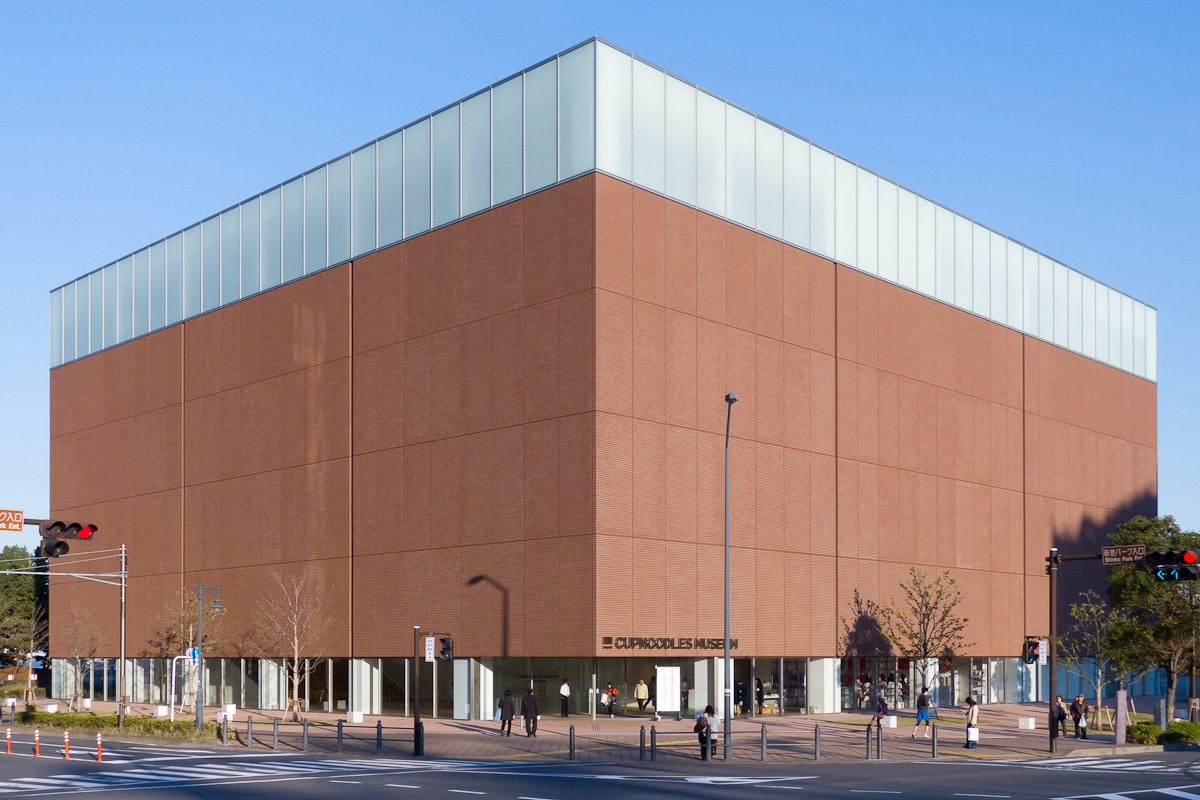
안도 모모후쿠 발명기념관

안도 모모후쿠 발명기념관 요코하마(일본어: 安藤百福発明記念館 横浜) 또는 컵 누들 박물관 요코하마(일본어: カップヌードルミュージアム 横浜)은 일본 가나가와현 요코하마시 나카구 미나토미라이 21에 위치한 라면 박물관이다. 닛신 식품 홀딩스 주식 회사 및 공익 재단 법인 닛신 스포츠·식문화 진흥재단이 공동 운영하고 있다.

## 역사
이 시설은 닛신 식품 창업자인 안도 모모후쿠의 탄생 100주년(2010년)과, 세계 최초의 컵라면인 컵누들의 발명(1971년) 40주년을 기념하여 2011년 9월 17일 개설되었다.

## 같이 보기
- 위키미디어 공용에 컵 누들 박물관 요코하마 관련 미디어 분류가 있습니다.
- (일본어) 컵 누들 박물관 요코하마 - 공식 웹사이트